# Malacosaccus heteropinularia
Malacosaccus heteropinularia är en svampdjursart som beskrevs av Konstantin R. Tabachnick 1990. Malacosaccus heteropinularia ingår i släktet Malacosaccus och familjen Euplectellidae.
Artens utbredningsområde är havet kring Tristan Da Cunha. Inga underarter finns listade i Catalogue of Life.